# Aurélia Aurita
Hakchenda Khun (a menudo abreviado en Chenda), conocida como Aurélia Aurita (Châtenay-Malabry, Altos del Sena, Francia, 10 de abril de 1980) es una historietista francesa, autora de novelas gráficas, de origen chino y jemer. Su seudónimo es el nombre binomial de una especie de medusa, Aurelia aurita.
Aurélia Aurita comenzó su carrera como dibujante cuando todavía estaba escolarizada. Publicó su primera historia breve en Fluide Glacial. Con Angora, publicado en 2001, acaparó la atención de la crítica.
En octubre de 2004 recibió una invitación para colaborar en el álbum colectivo Japón (promovido por Frédéric Boilet, uno de los grandes del cómic francés, y promotor del movimiento llamado «La nouvelle manga»), junto con Jirô Taniguchi y Emmanuel Guibert. En 2005 se publicó esta obra en siete idiomas a la vez.
Gracias a este álbum Aurélia realizó su primera visita al archipiélago japonés, donde sufrió un flechazo a primera vista. Desde entonces Aurélia concluyó un doctorado en Farmacia y sin haber abandonado Tokio, escribió su primer libro: Fraise et chocolat (Fresa y chocolate).
Fresa y chocolate se publicó por primera vez en francés en marzo de 2006, y posteriormente en otros dos idiomas (uno de ellos castellano). La obra ha recibido una buena crítica por parte del público en general. Es una historieta que relata qué es el amor, intentando que el relato sea ameno y agradable, como si el lector fuese un amigo íntimo de la autora. Relata una historia, pero sin perder de vista la sexualidad, que hace aparición de forma muy explícita y muy ligada al amor.
En septiembre de 2006 la primera parte de Fresa y chocolate ya estaba en numerosas tiendas españolas. Fresa y chocolate 2 no vio su primera edición en España hasta julio de 2007.